# 구라타 히데야
구라타 히데야(일본어: 倉田 秀也, 1961년~)는 일본의 정치학자이다. 주 연구 분야는 국제관계론, 한반도 정치외교, 핵불확산체제론이며, 방위 대학교의 교수이다.